# Moyosi prativaga
Moyosi prativaga là một loài nhện trong họ Linyphiidae.
Loài này thuộc chi Moyosi. Moyosi prativaga được Eugen von Keyserling miêu tả năm 1886.